# Débats-Rivière-d’Orpra
Débats-Rivière-d’Orpra ist eine ehemalige französische Gemeinde mit 159 Einwohnern (Stand: 1. Januar 2022) im Département Loire in der Region Auvergne-Rhône-Alpes. Sie gehörte zum Arrondissement Montbrison.
Der Erlass des Präfekten vom 23. Dezember 2024 legte mit Wirkung zum 1. Januar 2025 die Eingliederung von Débats-Rivière-d’Orpra als Commune déléguée zusammen mit den früheren Gemeinden L’Hôpital-sous-Rochefort und Saint-Laurent-Rochefort zur Commune nouvelle Solore-en-Forez fest.

## Geografie

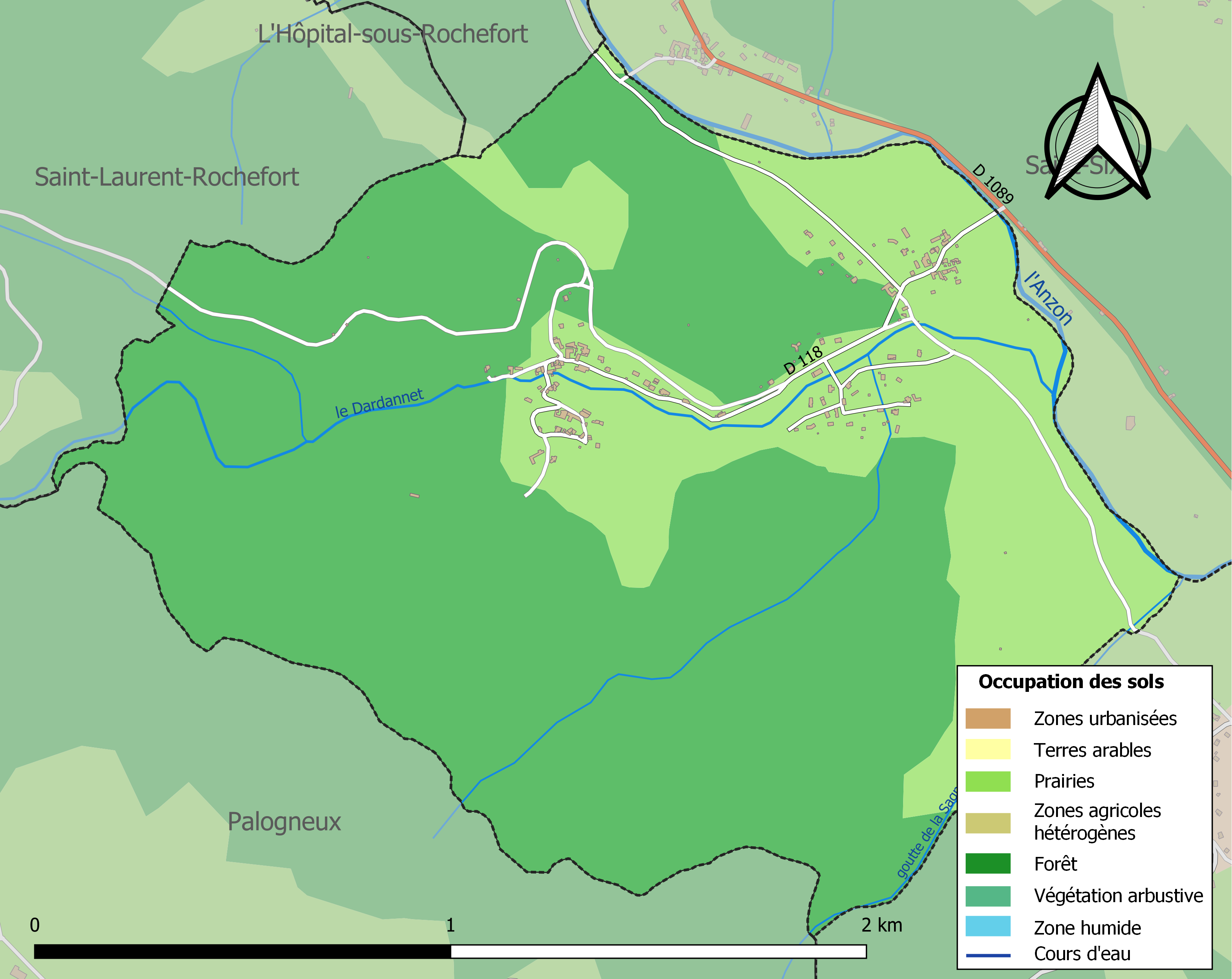
Bodennutzung, Hydrografie und Infrastruktur von Débats-Rivière-d’Orpra (2018)

Débats-Rivière-d’Orpra liegt etwa 19 Kilometer nordnordwestlich von Montbrison, etwa 50 Kilometer nordnordwestlich von Saint-Étienne und etwa 69 Kilometer westlich von Lyon in der historischen Provinz des Forez an der Ostflanke des gleichnamigen Gebirges. Der Ort liegt im Einzugsbereich der Loire und wird von Anzon bewässert, der ihn im Nordosten begrenzt, und vom Dardannet, der nahe des Ortszentrums in den Anzon mündet. Das Bodenrelief steigt vom Anzon-Tal nach Südwesten hin bis auf 680 m Höhe an. Das Zentrum im Weiler Ligeay liegt auf etwa 435 m Höhe, die niedrigste Erhebung des Orts wird mit 402 m im Osten beim Austritt des Anzon aus dem Ortsgebiet gemessen.
Teile des Gebiets von Débats-Rivière-d’Orpra gehören zum Natura-2000-Schutzgebiet „Lignon, Vizezy, Anzon et leurs affluents“ (FR8201758) und zur ZNIEFF-Naturzone „Monts du Forez“ (820032467).
Rund 71 % der Fläche von Débats-Rivière-d’Orpra sind bewaldet, rund 30 % entfallen auf Grünland, insbesondere entlang der Flüsse (Stand: 2018).
Umgeben wird Débats-Rivière-d’Orpra von den Nachbargemeinden und den Communes déléguées der Commune nouvelle:
| Saint-Laurent-Rochefort (Commune déléguée) | L’Hôpital-sous-Rochefort (Commune déléguée) | Saint-Sixte      |
|                                            | Kompassrose, die auf Nachbargemeinden zeigt |                  |
| Palogneux                                  |                                             | Sail-sous-Couzan |

## Geschichte
An einem Ort namens Le Châtelard wurde eine archäologische Stätte aus der Zeit am Beginn der Latènezeit identifiziert und ausgegraben. Der Name des Ortes geht auf den Streit zwischen den Herrschaften Rochefort und Couzan über die örtliche Gerichtsbarkeit zurück.

## Bevölkerungsentwicklung
| Jahr                       | 1962 | 1968 | 1975 | 1982 | 1990 | 1999 | 2006 | 2013 | 2020 |
| -------------------------- | ---- | ---- | ---- | ---- | ---- | ---- | ---- | ---- | ---- |
| Einwohner                  | 170  | 156  | 126  | 130  | 144  | 136  | 134  | 162  | 160  |
| Quellen: Cassini und INSEE |      |      |      |      |      |      |      |      |      |